# Спомен-гробље у Вукосавцима
Партизанско спомен-гробље „Вукосавци“ се налази у спомен парку у селу Вукосавцима, код Лопара. Изграђено је током седамедесетих година на месту на ком су 20. фебруара 1942. године од стране четника убијени чланови Штаба Мајевичког партизанског одреда. 
У централном делу спомен-гробља налази се споменик „Револуцији“, постављен 1986. године, рад словеначког вајара Драга Тршара (сличан споменик, истог аутора, налази се на Тргу републике у Љубљани). Споменик се налази на „петокраком“ постољу на којем се налазе плоче са именима погинулих бораца Мајевичког партизанског одреда и Војвођанских бригада и именима жртава фашистичког терора. Сви они су сахрањени у заједничкој гробници. 
Поред чланова Штаба и бораца Мајевичког партизанског одреда, њих око 30, који су убијени фебруара 1942. године, као и бораца који су касније погинули и жртава фашистичког терора, овде су сахрањени и народни хероји Југославије из овог краја, који су умрли после рата - Дојчин Лукић (1912—1953), Бранко Стојановић (1923—1981), Ратко Перић (1914—1985) и Јово Радовановић Јоваш (1915—2004).
Крајем 70-их у оквиру спомен-парка „Вукосавци“ изграђен је и истоимени мотел (рад архитекте Златка Угљена). У мотелу су током рата у Босни и Херцеговини биле смештене јединице Војске Републике Српске, а након рата руске јединице из састава СФОР-а. Тренутно је напуштен, са нерешеним имовинско-правним односима.

## Погибија Штаба Мајевичког НОП одреда
Мајевички партизански одред је био формиран током лета 1941. године, а у септембру у Штаб Одреда су послати Иван Марковић Ирац и Фадил Јахић Шпанац, шпански борац, који су од стране Главног штаба НОП одреда Босне и Херцеговине били именовани за команданта и политичког комесара Одреда. Поред партизанског одреда, на Мајевици је постојао и четнички Одред, тачније три четничке групе - прва Радивоја Керовића, четничког војводе, друга Стевана Дамјановића Леке, капетана југословенске војске и трећа Ђуре Бижића, жандармеријског наредника из Угљевика. 
Средином јануара 1942. године капетан Стеван Дамјановић Леко је ухапсио групу партизана, која је из Бирача прешла на Мајевицу. Међу ухапшенима партизанима били су Весо Гаврић, студент из Бијељине и Ибро Куносић, приватни намештеник из Тузле, обојица чланови КПЈ. Штаб Мајевичког партизанског одреда тражио је од Дамјановића да пусти ухапшене партизане, али је он то одбијао, желећи да изазове сукоб са партизанима. Партизани су избегавали сукоб јер су били војнички слабији, и чекали су да се повежу са Одредом из Шековића. 
Знајући да је обезбеђење Штаба Мајевичког одреда слабо, Радивоје Керовић и Стеван Дамјановић су 20. фебруара 1942. са својим четницима опколили село Вукосавце и напали Штаб одреда, који се налазио у једно сеоској кући. У кућу је тада упала група четника с бомбама и пиштољима и на лицу места убила доктора Мустафу Мујбеговића, Перу Ћускића, и Крсту Попова. На ту пуцњаву су из суседне собе истрчали Иван Марковић Ирац и Фадил Јахић Шпанац, и ликвидирали четнике. Видевши да су опкољени, покушали су да бегом из куће, покушају да побегну. Искочили су кроз један од прозора куће и потрчали према једном потоку, где их је дочекала четничка заседа и обојицу убила. 
У овом четничком нападу, погинуло је укупно 30 људи - чланова Штаба и бораца Мајевичког партизанског одреда, а неки од њих су:
- Иван Марковић Ирац, командант одреда, народни херој
- Фадил Јахић Шпанац, политички комесар одреда, народни херој
- Перо Ћускић, члан Штаба одреда, народни херој
- Албин Херљевић, члан Штаба одреда, народни херој
- Славко Мичић, члан Штаба одреда, народни херој
- Јово Перић Цицин, члан Штаба одреда
- др Мустафа Мујбеговић, лекар из Тузле и руководилац санитета одреда
- др Роса Хаџивуковић (1912-1942), лекарка из Тузле
- Крста Попов, професор, радио у Штабу одреда
- Сејфо Карамехмедмедовић, радио у Штабу одреда
- Исидор Шатнер Ћиско, студент из Тузле
- Антон Мацан, радио у Штабу одреда

Истог дана, 20. фебруара 1942. године, једна друга четничка група, је такође иненада напала једну чету Мајевичког партизанског одреда на планини Мајевици. Том приликом је убијено седам бораца, а тешко рањен политички комесар чете Страхиња Митровић, народни херој, који је убрзо преминуо од задобијених рана.